# Toirdelbach Ó Conchobair
Toirdelbach Ó Conchobair fue uno de los numerosos pretendientes al trono de Connacht tras la desastrosa segunda Batalla de Athenry.  Derrocó a Rory na BhFeadh pero fue a su vez derrocado en 1318.
Tras recuperar el reino en 1324, fue el primer gobernante en aproximadamente una generación en gobernar durante un periodo relativamente largo (hasta su muerte en 1342) pero las actividades de su dinastía quedarían ahora limitadas a Connacht, ya que el último intento para recuperar el título de rey supremo concluyó en 1316. Aunque gobernó de manera global, los reyes sucesivos provenían de diferentes dinastías, fracturando el liderato de los Ó Conchobair.